# Deutsche Turnmeisterschaften
Die Deutschen Turnmeisterschaften sind die Deutschen Meisterschaftenen im Geräteturnen. Sie werden seit 1921 ausgetragen.

## Geschichte
Die ersten Wettkämpfe fanden gegen Ende des 19. Jahrhunderts im Rahmen der Deutschen Turnfeste statt, die als Vorläufer nationaler Meisterschaften im Geräteturnen gelten können.
Seit der Premiere 1921 in Leipzig wurden vor dem Zweiten Weltkrieg acht weitere Titelkämpfe ausgetragen, darunter die Meisterschaften 1931 in Essen, 1932 in Berlin, 1934 in Dortmund, 1935 in Frankfurt am Main und 1938 in Karlsruhe. Bis 1944 wurden zudem fünf Kriegsmeisterschaften durchgeführt, darunter die Meisterschaften 1942 in Breslau.
Nach Kriegsende fanden 1947 die 15. Deutschen Turnmeisterschaften in Northeim und 1949 im Rahmen des Turnfestes in Frankfurt am Main die 16. Deutschen Turnmeisterschaften statt. Seit 1950 werden die Meisterschaften jährlich regelmäßig ausgetragen.

## Ausrichter
Die Meisterschaften wurden zunächst von der Deutschen Turnerschaft ausgerichtet. Seit 1949 sorgt der Deutsche Turner-Bund für die Ausrichtung.

## Turnmeisterschaften in der DDR
In der DDR fanden die Meisterschaften von 1949 bis 1989 statt, im ersten Jahr noch als Ostzonenmeisterschaften im Turnen – wiederum wie 1921 in Leipzig.